# 多枝柽柳
多枝柽柳（学名：Tamarix ramosissima）又名红柳，为柽柳科柽柳属下的一个种，温带及亚热带树种，为常见灌木。通常可生长到1-5米高，根系发达，最深可达10余米。枝条细瘦，红棕色；叶披针形，长2-5厘米，总状花序密生在当年生枝上，组成顶生大圆锥花序；果实为蒴果，三角状圆锥形。原产于中国西北、东北、华北，蒙古国，中亚，西伯利亚，伊朗和阿富汗等地。
多枝柽柳喜光、耐旱、耐寒、耐盐碱，亦较耐水湿，极耐修剪、刈割，能抗风沙，被流沙埋住后，枝条能从沙包中伸出来继续生长，因此是中国防风固沙最常用的树种，与胡杨、梭梭共称“中国三大荒漠林树种”。同时，红柳也可成为药用寄生植物管花肉苁蓉的宿主，在中国，通过肉苁蓉人工接种和红柳、梭梭轮作的模式，已形成一定的产业规模。
國際自然保護聯盟物種存續委員會的入侵物種專家小組（ISSG）列為世界百大外來入侵種。